# Postulat mentaliste
Le Postulat mentaliste est une théorie selon laquelle le sens dans le langage naturel est une structure d'information qui est encodée mentalement par l'être humain. C'est un principe de base pour certaines branches de la sémantique cognitive. Les théories sémantiques qui incorporent, implicitement ou explicitement, le Postulat mentaliste, incluent les notions de « dynamique de force » (Force Dynamics) et de sémantique conceptuelle.
Le Postulat mentaliste a deux implications importantes : d'abord, que les recherches sur la nature des représentations mentales peuvent servir à restreindre ou à enrichir les théories sémantiques ; ensuite, que les conclusions des théories sémantiques ont un rapport direct avec la conceptualisation humaine.